# Ту-Инлетс (тауншип, Миннесота)
Ту-Инлетс (англ. Two Inlets) — тауншип в округе Бекер, Миннесота, США. На 2000 год его население составило 237 человек.

## География
По данным Бюро переписи населения США площадь тауншипа составляет 93,1 км², из которых 88,2 км² занимает суша, а 4,9 км² — вода (5,23 %).

## Демография
По данным переписи населения 2000 года здесь находились 237 человек, 89 домохозяйств и 67 семей.  Плотность населения —  2,7 чел./км².  На территории тауншипа расположено 156 построек со средней плотностью 1,8 построек на один квадратный километр. Расовый состав населения: 97,47 % белых, 1,69 % коренных американцев и 0,84 % азиатов.
Из 89 домохозяйств в 33,7 % воспитывались дети до 18 лет, в 71,9 % проживали супружеские пары, в 2,2 % проживали незамужние женщины и в 23,6 % домохозяйств проживали несемейные люди. 20,2 % домохозяйств состояли из одного человека, при том 12,4 % из — одиноких пожилых людей старше 65 лет. Средний размер домохозяйства — 2,66, а семьи — 3,09 человека.
24,1 % населения — младше 18 лет, 7,2 % — в возрасте от 18 до 24 лет, 25,3 % — от 25 до 44, 27,8 % — от 45 до 64, и 15,6 % — старше 65 лет. Средний возраст — 40 лет. На каждые 100 женщин приходилось 134,7 мужчин.  На каждые 100 женщин старше 18 приходилось 122,2 мужчин.
Средний годовой доход домохозяйства составлял 31 429 долларов, а средний годовой доход семьи —  35 357 долларов. Средний доход мужчин —  20 250  долларов, в то время как у женщин — 16 111. Доход на душу населения составил 15 946 долларов. За чертой бедности находились 6,0 % семей и 3,1 % всего населения тауншипа, из которых 8,6 % старше 65 лет.